# Хакка (народ)
Хакка (客家 Hak-kâ) — народ в юго-восточном Китае. Проживает преимущественно на севере провинции Гуандун, а также в сопредельных районах Фуцзяни и Цзянси. Помимо КНР, хакка составляют значительное меньшинство на Тайване и в Сингапуре. Диаспоры хакка существуют в странах Юго-Восточной Азии.
К народу хакка принадлежали многие известные люди, например, первый президент Китайской республики Сунь Ятсен, а также супруги Сунь Ятсена и Чан Кайши — сёстры Сун Цинлин и Сун Мэйлин. К хакка относят себя бывшие президенты Китайской Республики Чэнь Шуйбянь, Ли Дэнхуэй, премьер Китайской республики Ю Сикунь и многие другие известные на острове политики, бизнесмены и общественные деятели. Общины хакка также имеются в Гонконге, в Сингапуре (например, бывший многолетний премьер этой страны Ли Куан Ю) и в Канаде (пример: 26-й генерал-губернатор Канады и телеведущая Адриен Кларксон).

## Название
Название «хакка» (客家 Hak-kâ) буквально означает «гости, пришлые». Оно возникло из противопоставления с пуньти (本地 Punti), «местными, коренными» жителями Гуандуна, то есть этническими кантонцами. До XX века этноним «кантонцы» мог применяться и к пуньти, и к хакка.

## Происхождение

Филиппинские хакка. Миниатюра «Кодекса [Чарльза] Боксера» (1590)

Происхождение и идентичность народа хакка является крайне спорной темой. Этническое самосознание хакка может не совпадать с распространением языка хакка. Так, часть хаккаязычных жителей города Хойчжоу в Гуандуне отказываются идентифицироваться как «хакка».
В XIX и начале XX века среди китайских националистов, многие из которых были этническими кантонцами, было создано понятие «ханьцы». Они противопоставлялись тибетцам, степным народам Северного Китая (монголам, маньчжурам и т. д.), а также коренным народам Южного Китая (хмонгам, чжуанцам и т. д.). Из-за предубеждений, существовавших среди кантонцев по отношению к хакка, многие ранние китайские националисты были склонны не считать хакка частью «ханьцев». Многие века хакка подвергались дискриминации в Южном Китае и конкурировали с кантонцами за плодородные земли. Особенно сильно их отношения обострились после «Восстания красноголовых» (1854—1856), в ходе которого хакка выступили на стороне маньчжурских властей против восставших кантонцев. Кровопролитные столкновения, названные «войнами пуньтей и хакка», продолжались до конца 1860-х.
В противовес мнению о «не-ханьском» происхождении хакка, многие интеллектуалы из их среды стремились доказать, что хакка являются потомками поздних переселенцев из Центральной равнины, и таким образом являются даже большими «ханьцами», чем кантонцы. Ло Сянлинь в своей книге «Введение в хаккаведение» (客家研究導論) 1933 года популяризовал эту идею, основываясь на традиционных генеологиях и легендах хакка.
Современные генетические исследования, однако, считают хакка более генетически близкими к своим соседям в Южном Китае (кантонцам, чаошаньцам), нежели чем к жителям Северного Китая. Лингвистически язык хакка считают близким родственником языка гань, распространённого в Цзянси. Оба этих языка происходят от одного прото-языка, существовавшего в эпоху Сун. В то же время язык хакка, в отличие от языка гань, имеет множество общих черт с кантонским языком. Часть носителей хакка могла быть ассимилированными коренными народами Гуандуна и Цзянси, говорившими на хмонг-мьенских языках. Особенно значителен хмонг-мьенский субстрат в идиоме санха (山哈), который крайне близок к языку хакка и часто считается его диалектом. Носители санха в КНР официально причисляются к этническому меньшинству шэ, вместе с носителями хмонг-мьенского языка хоне.

## География

### Хакка в КНР
В КНР хакка считаются частью ханьцев, а не одним из 55 официально признанных национальных меньшинств.
Хакка проживают преимущественно в Гуандуне, Цзянси и Фуцзяни, в меньшей степени в других частях Южного Китая: Гонконге, Гуанси, Сычуане, Хунани, Хайнане и т. д.

#### Хакка в Фуцзяни

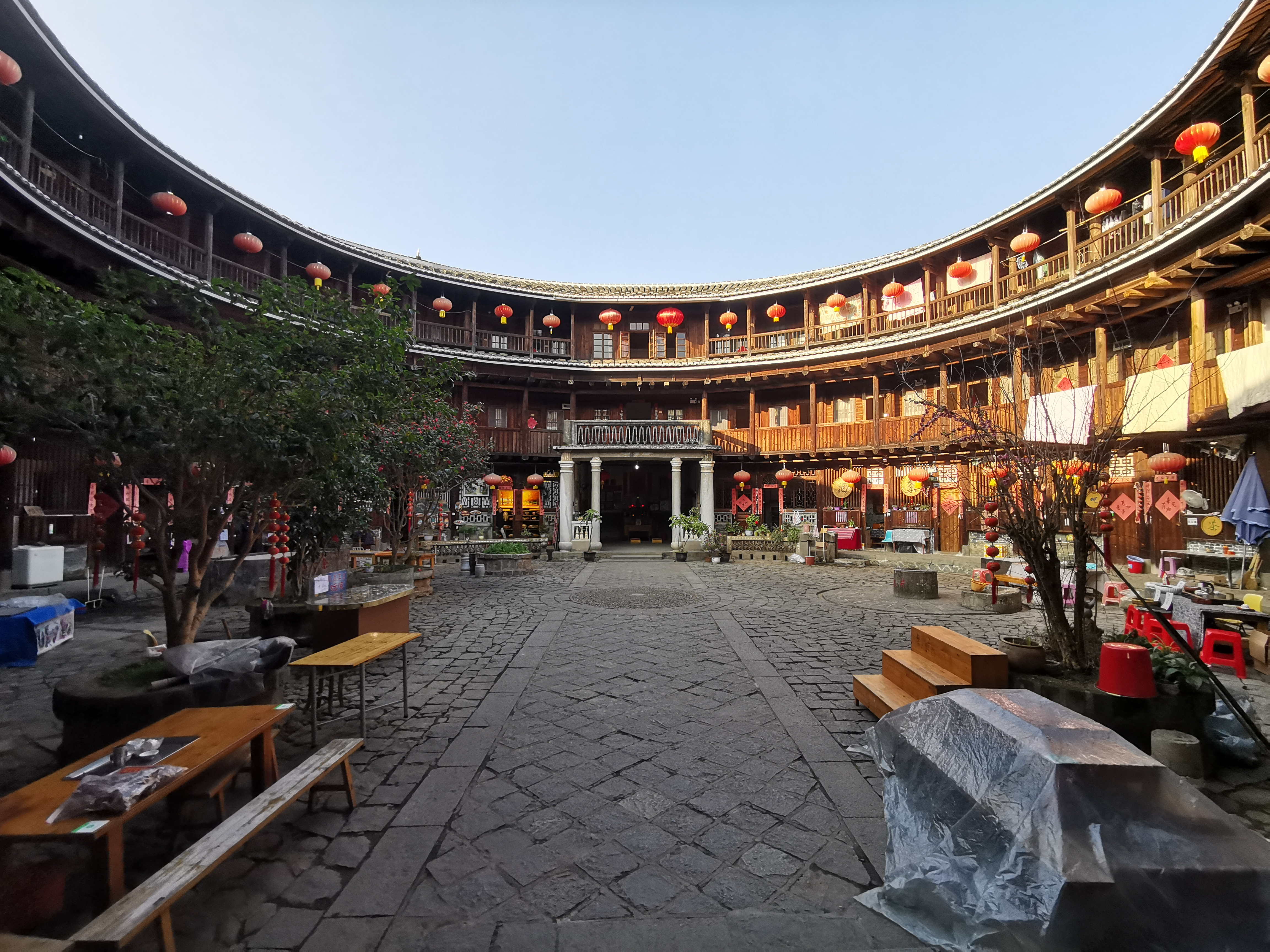
Внутри тулоу (посёлок Хукэн, Фуцзянь)

Традиционная архитектура хакка из западной Фуцзяни представлена несколькими типами тулоу — замкнутыми жилыми сооружениями крепостного типа. Тулоу строились в горных сельских местностях на западе Фуцзяни и прилегающих к ним южных районах Цзянси и севера Гуандун. Фуцзяньские тулоу были включены в 2008 году в список объектов Всемирного наследия ЮНЕСКО.

### Хакка на Тайване
Местом сосредоточенного проживания хакка на Тайване являются северо-западные уезды Синьчжу и Мяоли, а также несколько компактных анклавов в уездах Тайнань и Пиндун на юге острова.
После избрания в 2000 году президента Чэнь Шуйбяня власти Тайваня стали уделять повышенное внимание этнокультурному возрождению хакка. В частности, для управления делами этого народа правительство учредило специальный Совет по делам хакка. Были открыты институт изучения языка и культуры хакка, этнографические музеи и культурные центры. Существуют радиостанции, вещающие на языке хакка на внутреннюю и зарубежную аудиторию. В июле 2003 на Тайване начал работать специальный ежедневный телеканал на языке хакка. В октябре 2006 года создана партия Хакка.